# Mauricio de Narváez
Mauricio de Narváez (ur. 18 maja 1941 roku) – kolumbijski kierowca wyścigowy.

## Kariera
Narváez rozpoczął karierę w międzynarodowych wyścigach samochodowych w 1980 roku od startów w World Challenge for Endurance Drivers. Z dorobkiem 48 punktów uplasował się tam na 21 pozycji w klasyfikacji generalnej. W późniejszych latach Kolumbijczyk pojawiał się także w stawce IMSA Camel GT Challenge, World Championship for Drivers and Makes, European Endurance Championship, FIA World Endurance Championship, IMSA Camel GT Championship, IMSA Camel GTP Championship, 12-godzinnego wyścigu Sebring, 24-godzinnego wyścigu Le Mans oraz IMSA GTU Championship.